# Округ Калаверас (Калифорнија)
Калаверас (енгл. Calaveras County) је округ у америчкој савезној држави Калифорнија.

## Демографија
По попису из 2010. године број становника је 45.578, што је 5.024 (12,4%) становника више него 2000. године.
| Група             | 2000.          | 2010.          |
| Белци             | 35.465 (87,5%) | 38.074 (83,5%) |
| Афроамериканци    | 304 (0,7%)     | 383 (0,8%)     |
| Азијати           | 345 (0,9%)     | 571 (1,3%)     |
| Хиспаноамериканци | 2.765 (6,8%)   | 4.703 (10,3%)  |
| Укупно            | 40.554         | 45.578         |